# Distrito de Santa Rosa de Alto Yanajanca
El distrito de Santa Rosa de Alto Yanajanca es uno de los cinco que conforman la provincia de Marañón, ubicada en el departamento de Huánuco, en el Norte del Perú.

## Historia
El distrito fue creado mediante la Ley Nº 303781 el 8 de diciembre de 2015, durante el gobierno de Ollanta Humala. En los primeros años, la Municipalidad Distrital de Cholón fue la encargada de la Administración de recursos y servicios públicos del distrito de Santa Rosa de Alto Yanajanca, en cuanto se elijan e instalen nuevas autoridades. 
El 10 de diciembre de 2017 se realizaron las primeras elecciones municipales distritales, siendo elegido el Ing. David Iparraguirre Vásquez por el periodo de 1 año.  
En el año 2018, se llevó las elecciones generales en el cual salió elegido el señor Humner Herrera Fernandez para comenzar su mandato en el periodo 2019 – 2022.
En el año de 2024 el Ing: David Iparraguirre Vázques. Ganó en las elecciones.
La I.E: Antonio Ketin Vidal Herrera (N° 33432). Ganaron el 3er puesto en los Juegos Escolares Deportivos y Paradeportivos. En la etapa distrital, fue una gran asaña.

## Reseña histórica de la Pacificación
El 11 de marzo de 2012 se conmemoró la Pacificación de Santa Rosa de Alto yanajanca,libres del sendero luminoso dirigido por el camarada ARTEMIO, que venia vulnerando a la población; bajo esas circunstancias un grupo de personas valientes encabezado por el señor NOÉ BERMEO ROJAS se organizan con la población en general; de esa manera huyen del Valle Yanajanca el sendero luminoso.
Después con este grupo de hombres valientes, las autoridades y población en general dijeron “NO MÁS AL TERRORISMO, NO MAS AL MIEDO”.

## Autoridades Municipales
- 2018[2]
  - Alcalde: David Iparraguirre Vasquez, del Movimiento Político Frente Amplio Regional Paisanocuna.
  - '''Regidores:

  1. Aníbal Becerra Tarrillo (Movimiento Político Frente Amplio Regional Paisanocuna)
  2. Vinter Altamirano Salas (Movimiento Político Frente Amplio Regional Paisanocuna)
  3. Enedina Celestina Ostos Pajuelo (Movimiento Político Frente Amplio Regional Paisanocuna)
  4. Luz Angelica Lizano Pintado (Movimiento Político Frente Amplio Regional Paisanocuna)
  5. Juanito Huaman Rojas (Partido Democrático Somos Perú)

2019 - 2022
- Alcalde HUMNER HERRERA FERNANDEZ
- REGIDORES
- Hortencia Pinedo Lopez
- alejandro Rubio Baca
- Guillen Cubas Diaz
- Samuel Elias Chávez Cruz
- Luis Martinez Terrones